# Eerste Slag bij Winchester
De Eerste Slag bij Winchester vond plaats op 25 mei 1862 in Frederick County, Virginia tijdens de Amerikaanse Burgeroorlog. Deze slag was een overwinning voor de Zuidelijken onder leiding van generaal Thomas Jackson. Hij slaagde erin om de rechterflank van de vijand te keren, waarna de Noordelijken onder leiding van generaal-majoor Nathaniel P. Banks moesten vluchten over de Potomac.

## Achtergrond

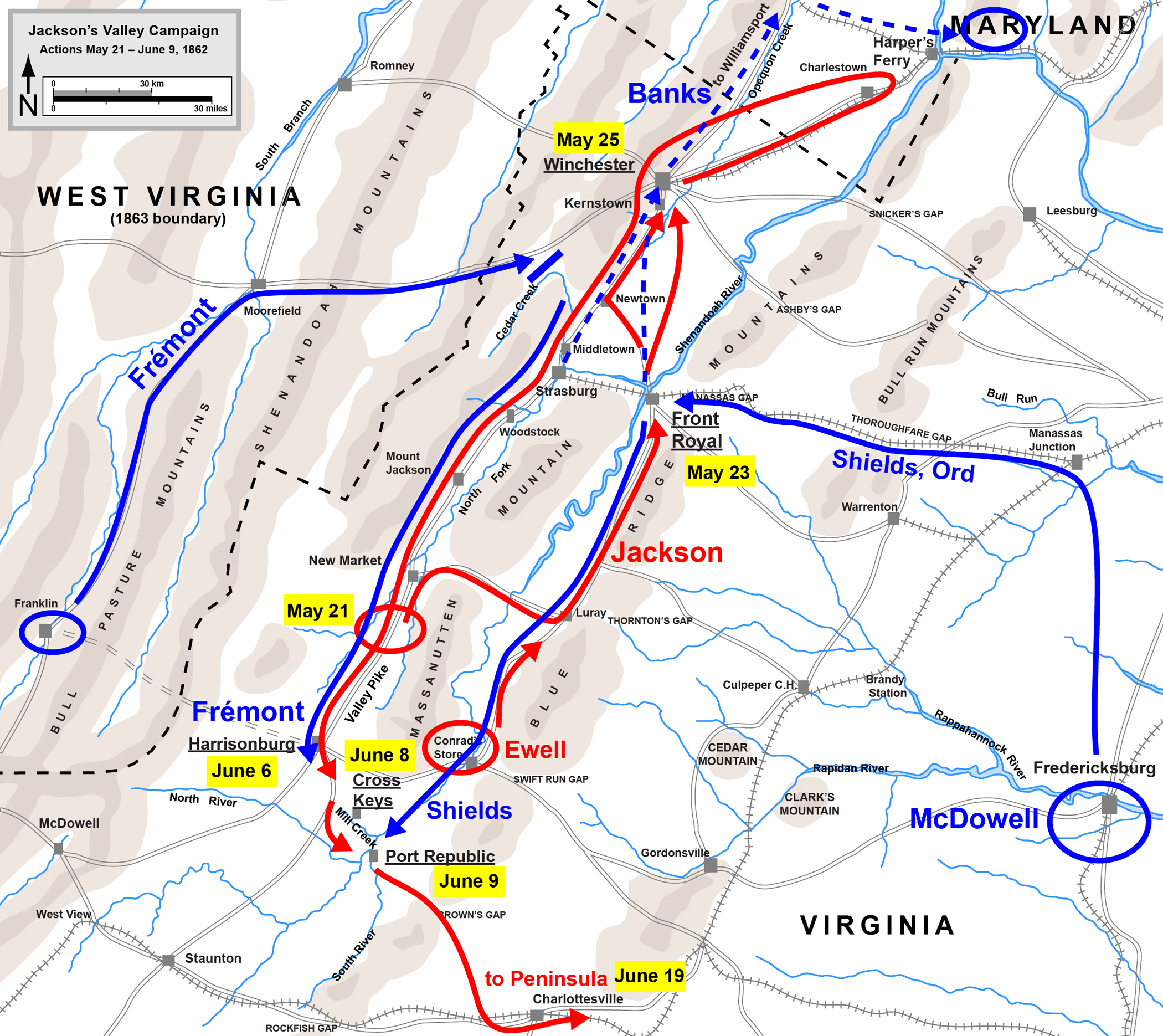
Jackson's Valley Campagne: Front Royal tot Port Republic.

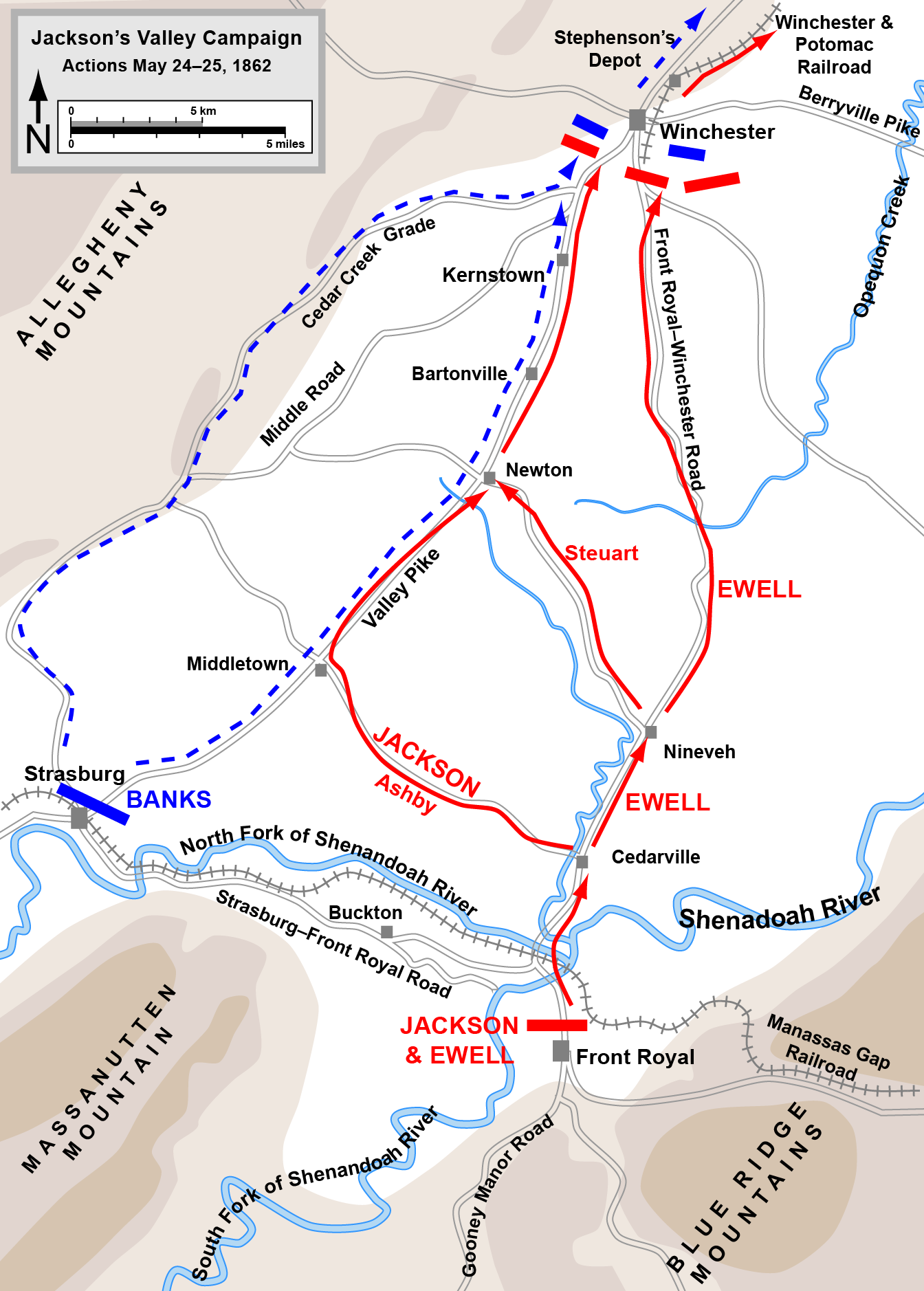
Front Royal tot First Winchester, 24 en 25 mei 1862

Generaal-majoor Nathaniel P. Banks ontving op 24 mei 1862 de boodschap dat de Zuidelijken het garnizoen van Front Royal verdreven hadden en in ijltempo oprukten naar Winchester om zijn stellingen te keren. Banks gaf het bevel tot een haastige terugtocht. In Middletown en Newtown werd zijn terugtrekkend leger aangevallen door Zuidelijke artillerie en cavalerie. De Zuidelijken maakten veel gevangenen en veroverden veel voorraadwagens. Jackson zette de achtervolging in de volgende nacht verder. Zijn soldaten kregen maar enkele uren rust voor het begin van de ochtend.
Om de Zuidelijke achtervolging te vertragen, stelde Banks zijn slaglinie op bij Winchester. Hij had twee infanteriebrigades onder de leiding van kolonel Dudley Donnelly en George Henry Gordon, een gemengde cavaleriebrigade onder leiding van brigadegeneraal John P. Hatch en 16 kanonnen. Gordons brigade kreeg de rechterflank toegewezen bij Bower's Hill. Gordons linkerflank werd beschermd door een artilleriebatterij. Het centrum werd ingenomen door de cavalerie en 2 kanonnen. Donnelly's brigade werd op een helling opgesteld met de rest van de artillerie om de wegen van Front Royal en Millwood te beschermen. Bij het aanbreken van de dag zetten de Zuidelijken onmiddellijk de aanval in waarbij de voorste Noordelijke eenheden zich moesten terugtrekken naar de slaglinie zelf.

## De slag
De voorhoede van generaal-majoor Richard S. Ewells divisie bereikte in de loop van de nacht Buffalo Lick. Bij het krieken van de dag stelde hij zijn vier brigades op langs de Front Royal Pike. Daarna rukte hij op naar de Noordelijke linkerflank. De voorste regimenten (met onder andere de 21st North Carolina) kwamen onder hevig vijandelijk vuur te liggen en moesten zich terugtrekken. De Zuidelijken hergroepeerden zich en werden versterkt door artillerie. Na een uur zetten ze opnieuw de aanval in. Nu probeerden ze de beide flanken aan te vallen. Donnelly trok zijn brigade terug en herpositioneerde zich dichter bij de stad met zijn rechterflank verankerd op Camp Hill. De brigade van brigadegeneraal Isaac R. Trimble probeerde de Noordelijken te flankeren via Millwood Road. Zo hoopte hij om de vijand in de achterhoede te kunnen aanvallen. Samen met andere Zuidelijke bewegingen deed dit de Noordelijke linie in deze sector ineenstorten.
Samen met de acties van Ewell bij de Front Royal Pike, rukte Jackson met zijn brigade in dichte mist op. Op bevel van Jackson veegde zijn brigade de heuvel op de linkerzijde van de Pike schoon van Noordelijke voorposten. Jackson liet artillerie opstellen op de heuvel om de Noordelijken te beschieten op Bower's Hill op ongeveer een 750 meter. Noordelijke scherpschutters vuurden echter terug en doodden verschillende kanonniers. Banks stuurde zijn artillerie verder naar rechts om de vijandelijke artillerie onder vuur te nemen. Ook versterkte hij zijn rechterflank met infanterie. Jackson liet de rest van zijn artillerie aanrukken. Een duel volgde. Het leek erop dat de Noordelijken de Zuidelijke linkerflank wilden keren.
Om deze dreiging tegen te werken, stelde Jackson brigadegeneraal Richard Taylor en twee regimenten van brigadegeneraal William B. Taliaferro op langs de linkerkant van Abrams Creek. Taylor marcheerde onder zwaar vijandelijk vuur naar een goede positie om de Noordelijke rechterflank te overvleugelen en viel daarna Bower's Hill aan. Nu begon ook de Noordelijke rechterflank te breken. Samen met de ineenstorting van de linkerflank door druk van Ewell, stroomden de Noordelijken terug naar de stad.
Door het ineenstorten van beide flanken stroomden de Noordelijken door de straten van Winchester richting de Valley Pike. Door oververmoeidheid waren de Zuidelijken niet in staat om de achtervolging in te zetten. Toch slaagden ze erin van veel Noordelijken als krijgsgevangenen af te voeren.

## Gevolgen
Dit was de grootste overwinning voor de Zuidelijken onder leiding van Jackson in deze campagne. Op tactisch niveau had Ewell zijn rol glansrijk vervuld. De aanval van Taylor op Bower's Hill wordt beschouwd als een klassieke aanvalsbeweging door militaire historici. Het strategisch belang was nog verregaander. Duizenden Noordelijke soldaten werden weggehaald van de Schiereiland-veldtocht om Washington te beschermen en om Jackson te stoppen. Dit had natuurlijk verstrekkende gevolgen voor het verder verloop van McClellans offensief tegen Richmond.